# وویاگور ایرویز
وویاگور ایرویز (به انگلیسی: Voyageur Airways) یک شرکت هواپیمایی با کد یاتا VC است که در سال ۱۹۶۸ میلادی تأسیس شده است.
دفتر مرکزی وویاگور ایرویز در انتاریو، کانادا واقع شده‌است.